# Echinocereus polyacanthus
Echinocereus polyacanthus är en kaktusväxtart som beskrevs av Georg George Engelmann. Echinocereus polyacanthus ingår i släktet Echinocereus och familjen kaktusväxter. Inga underarter finns listade i Catalogue of Life.

## Bildgalleri

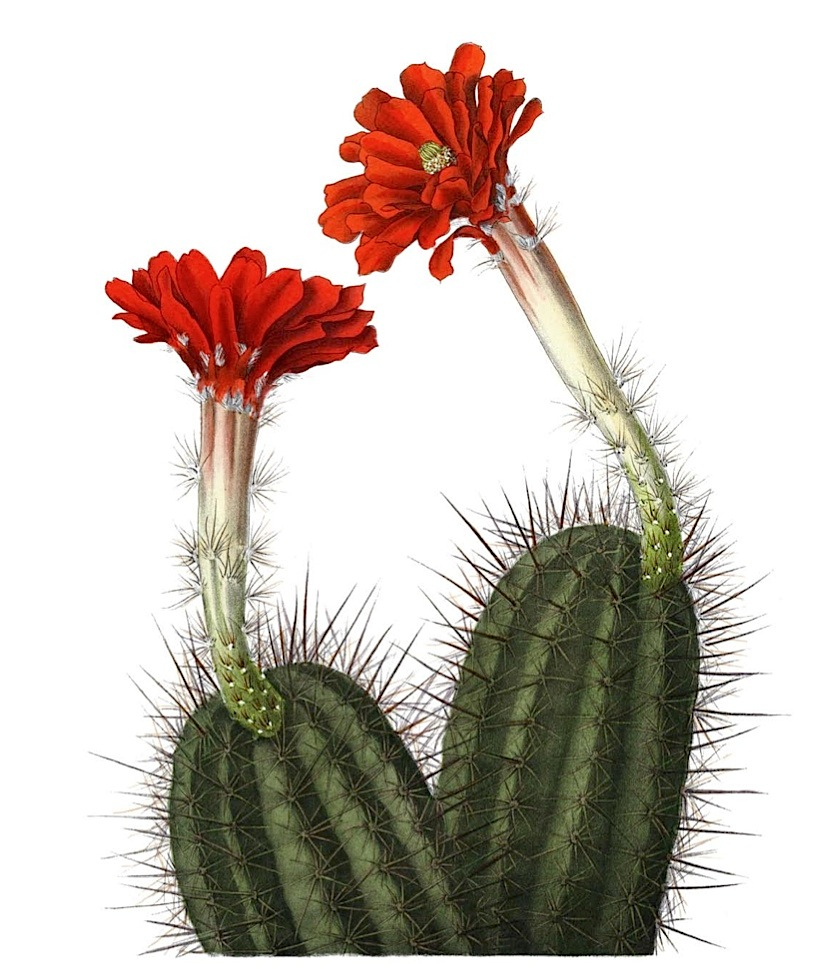
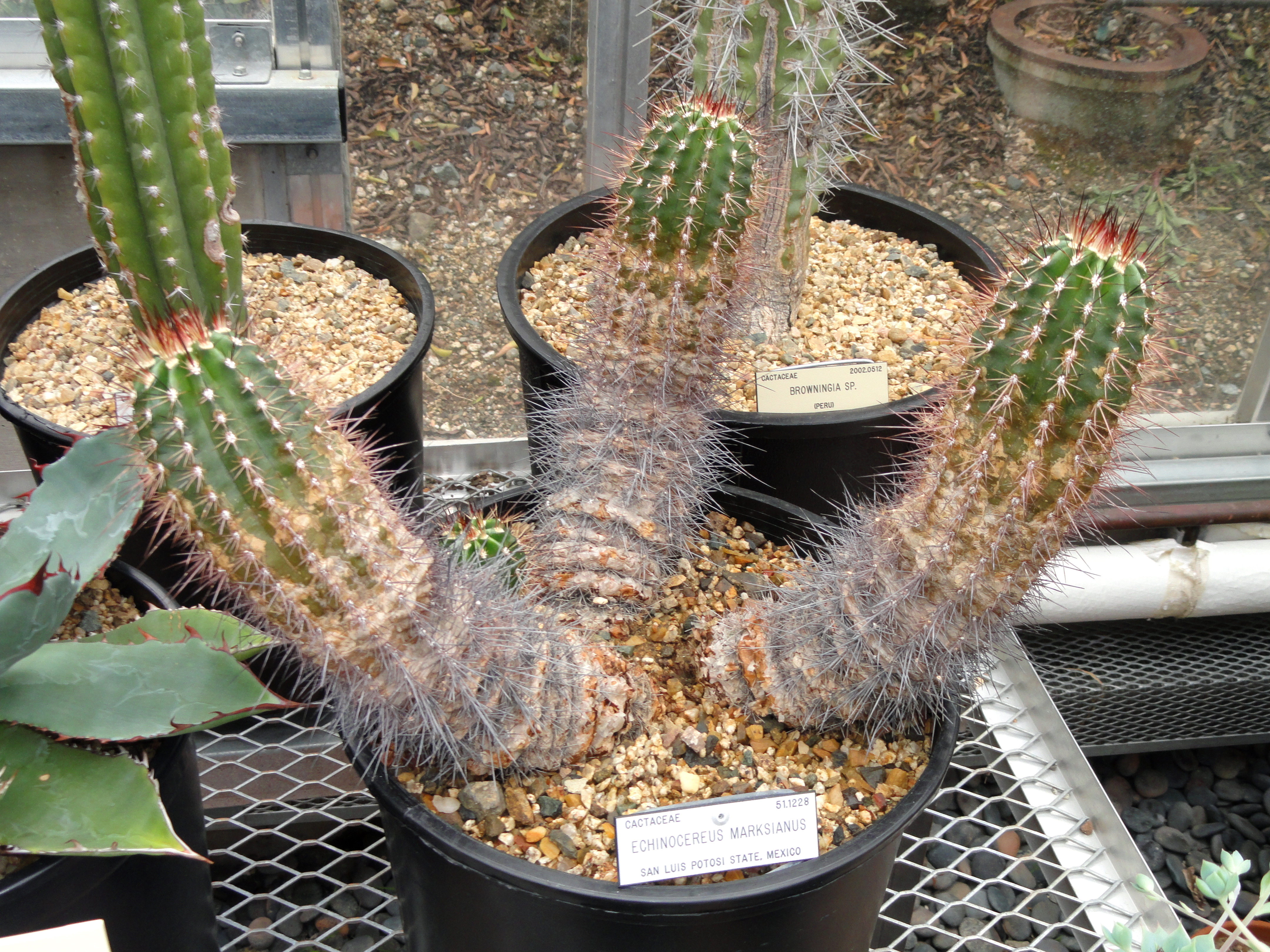
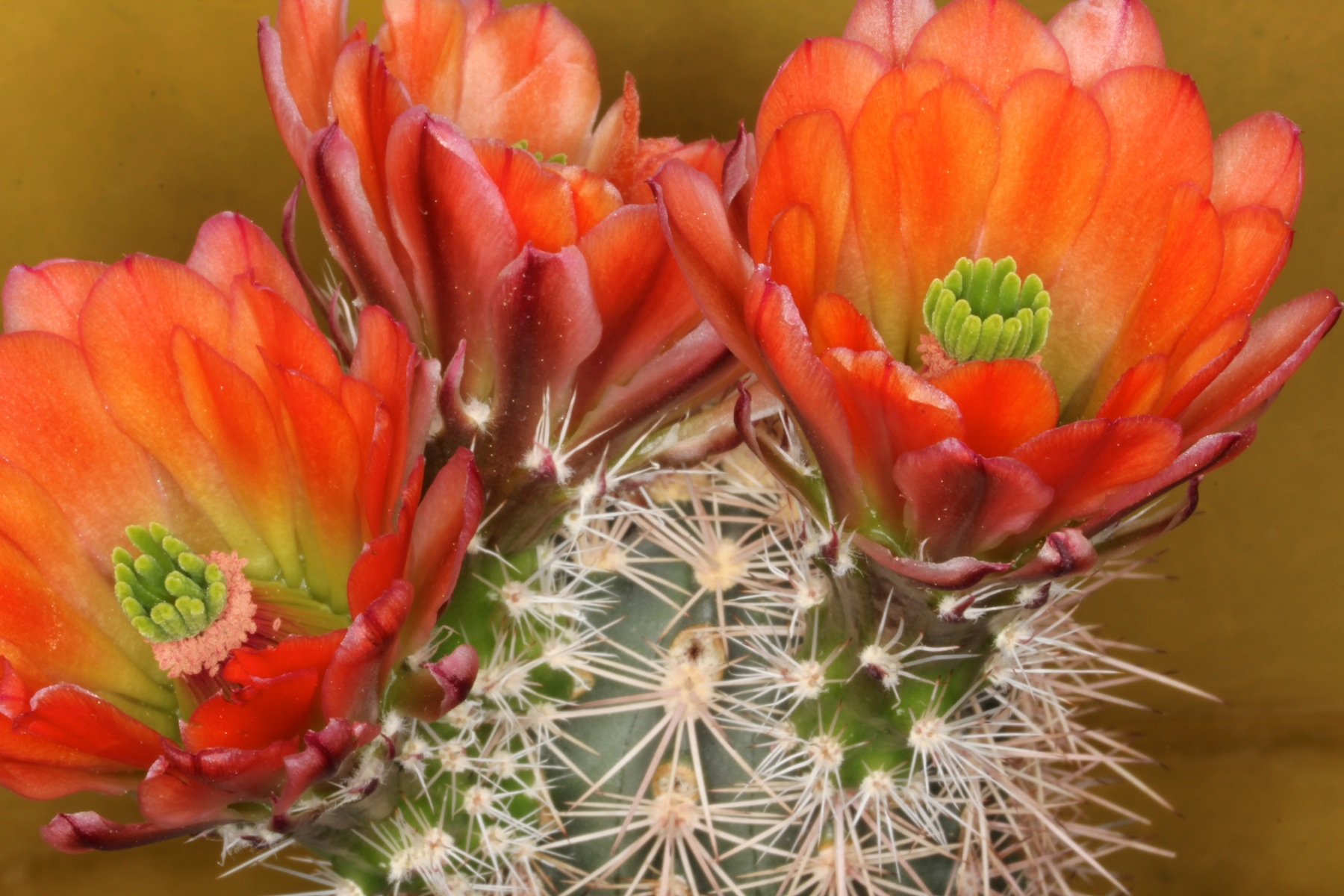
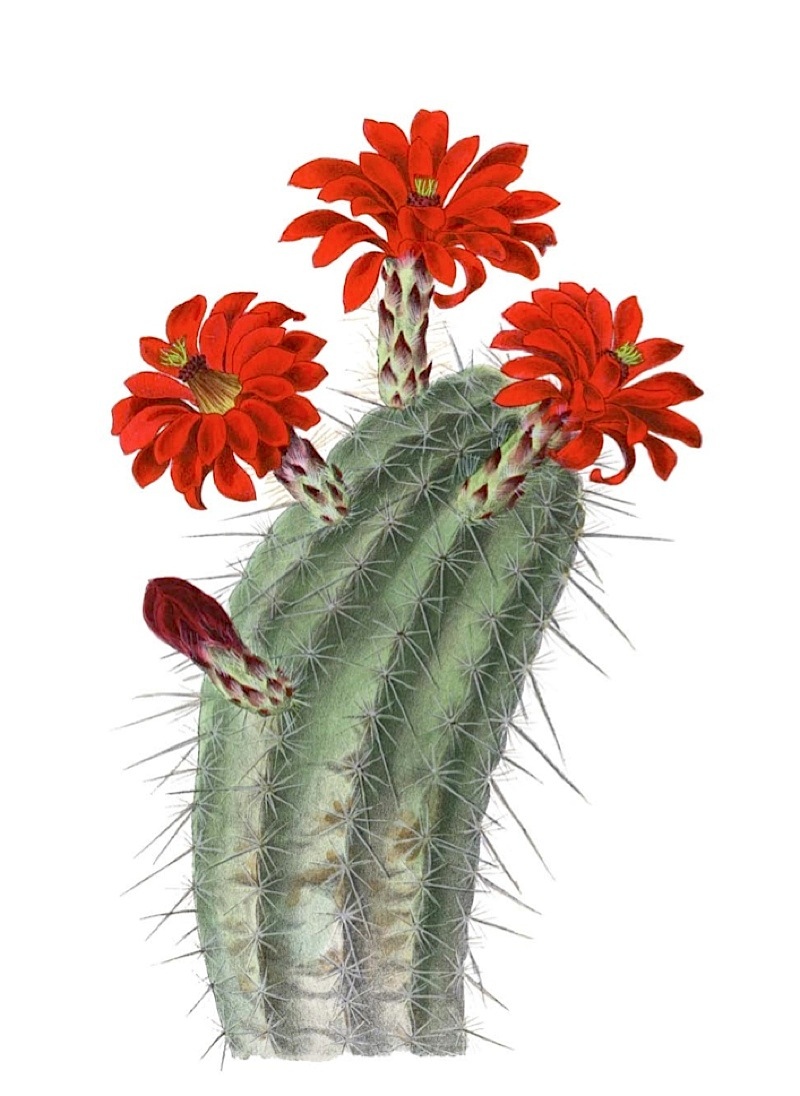
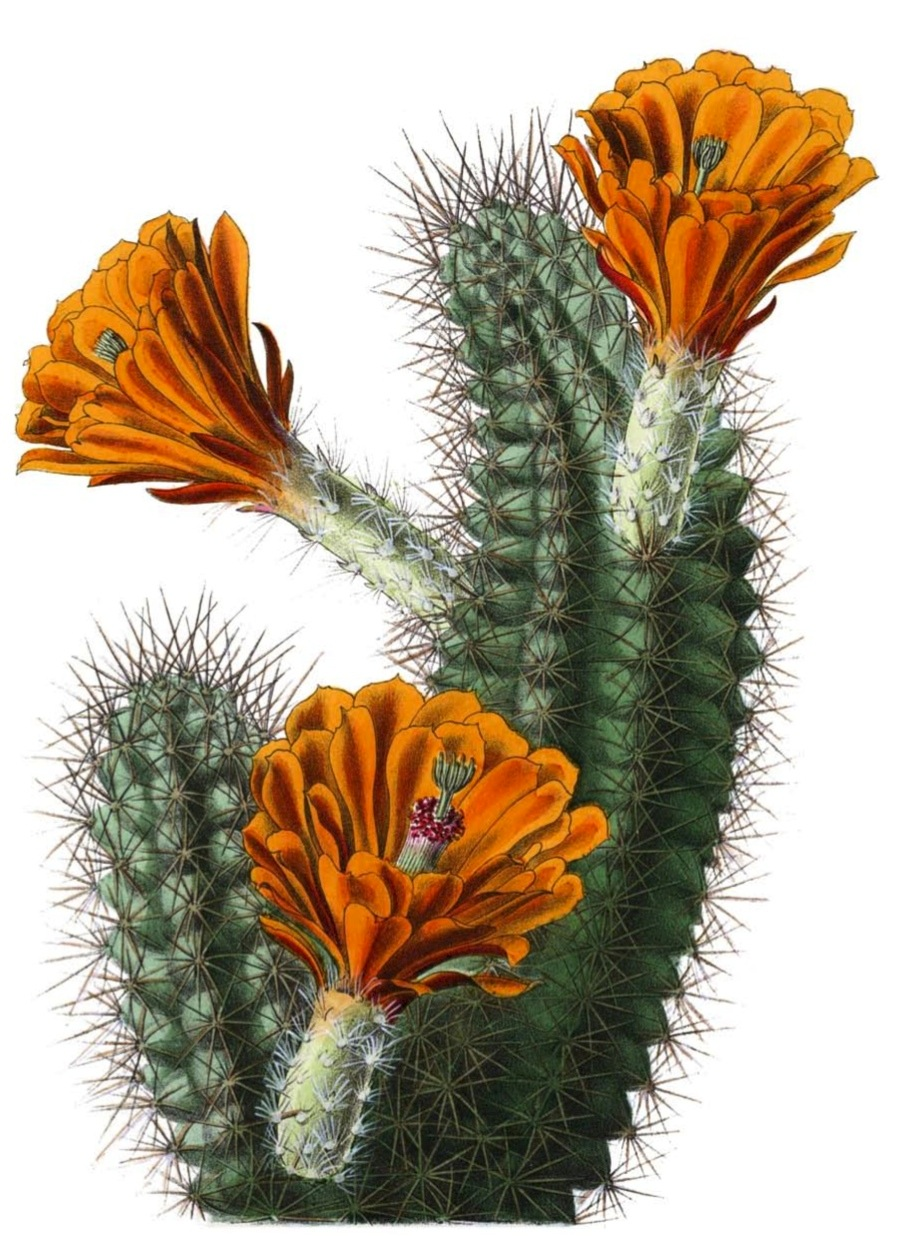
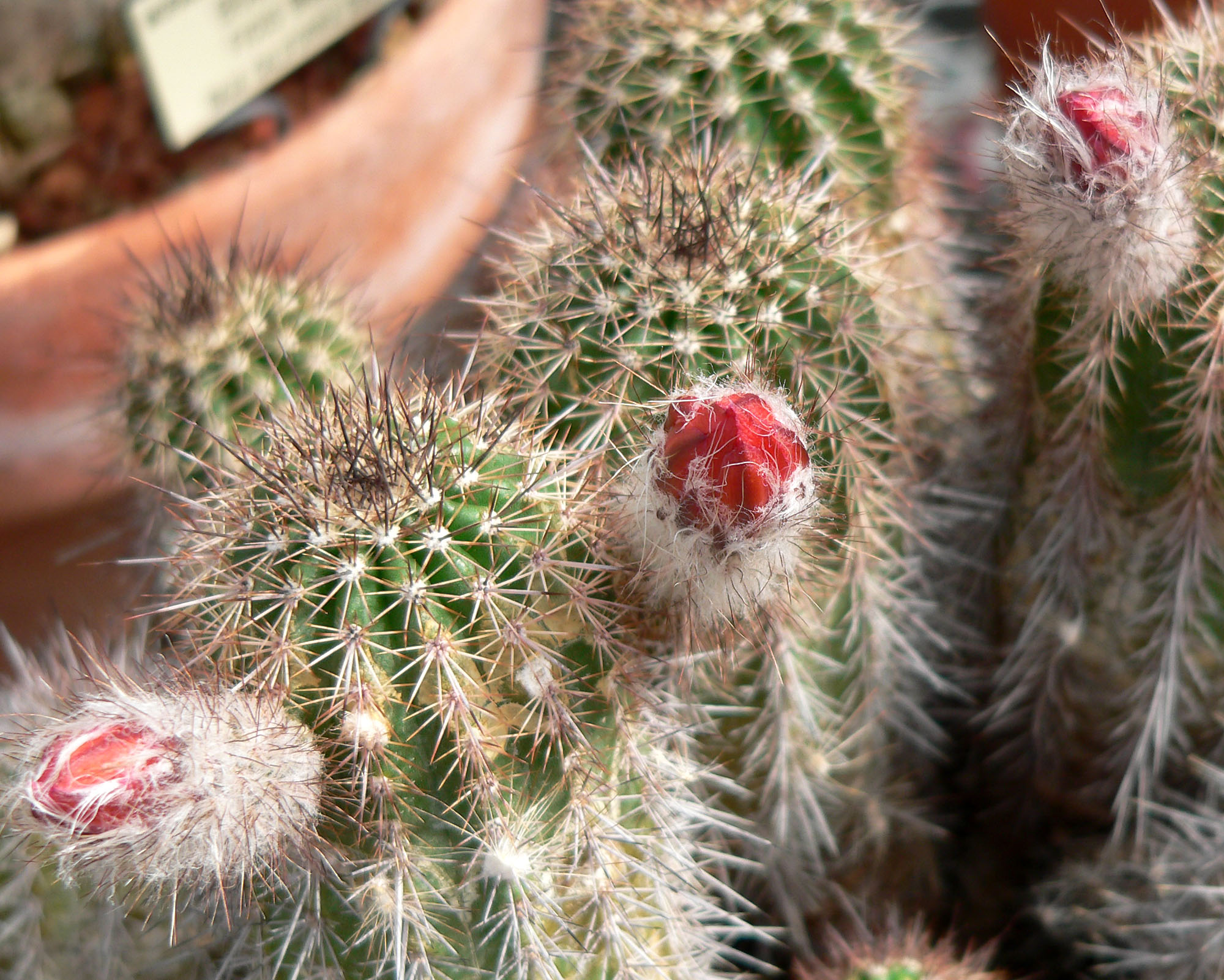